# Trichesthes apicata
Trichesthes apicata är en skalbaggsart som beskrevs av Henry J. Reinhard 1939. Trichesthes apicata ingår i släktet Trichesthes och familjen Melolonthidae. Inga underarter finns listade i Catalogue of Life.